# Sigurjón's Friends
Sigurjón's Friends is een IJslandse zanggroep.

## Biografie
Sigurjón Brink, die reeds in 2005 en 2010 deelnam aan de IJslandse voorrondes, had moeten aantreden in de derde halve finale van de IJslandse voorronde van het Eurovisiesongfestival 2011: Söngvakeppni Sjónvarpsins 2011, op 29 januari, maar stierf twee weken eerder onverwacht. Na overleg met de familie werd beslist het nummer Aftur heim toch in de competitie te houden. Het werd vertolkt door vrienden van Brink. Tot verbazing van velen wisten de vrienden de competitie te winnen, waardoor ze IJsland mochten vertegenwoordigen op het Eurovisiesongfestival 2011 in Düsseldorf, Duitsland. Daar haalden ze de finale gemakkelijk. Ze werden vierde in hun halve finale, met 100 punten. In de finale strandden ze op de 20ste plaats, met 61 punten.
1986: ICY · 
1987: Halla Margrét · 
1988: Beathoven · 
1989: Daníel Ágúst · 
1990: Stjórnin · 
1991: Stefán & Eyfi · 
1992: Heart 2 Heart · 
1993: Inga · 
1994: Sigga · 
1995: Bo Halldórsson · 
1996: Anna Mjöll · 
1997: Paul Oscar · 
1999: Selma · 
2000: August & Telma · 
2001: Two Tricky · 
2003: Birgitta · 
2004: Jónsi · 
2005: Selma · 
2006: Silvia Night · 
2007: Eiríkur Hauksson · 
2008: Euroband · 
2009: Yohanna · 
2010: Hera Björk · 
2011: Sigurjón's Friends · 
2012: Gréta Salóme & Jónsi · 
2013: Eyþór Ingi Gunnlaugsson · 
2014: Pollapönk · 
2015: María Ólafsdóttir · 
2016: Gréta Salóme · 
2017: Svala · 
2018: Ari Ólafsson · 
2019: Hatari · 
2021: Daði & Gagnamagnið · 
2022: Systur · 
2023: Diljá · 
2024: Hera Björk · 
2025: Væb